# Team Milram/2008
Deze pagina geeft een overzicht van de renners en de prestaties van Milram-wielerploeg in het seizoen 2008.
| Naam                | Geboortedatum | Nationaliteit | Ploeg 2007              |
| ------------------- | ------------- | ------------- | ----------------------- |
| Igor Astarloa       | 29-03-1976    | Spanje        |                         |
| Luca Barla          | 29-09-1987    | Italië        | beloften                |
| Volodymyr Djoedja   | 06-01-1983    | Oekraïne      |                         |
| Markus Eichler      | 03-05-1985    | Duitsland     |                         |
| Artur Gajek         | 21-02-1985    | Duitsland     |                         |
| Sergio Ghisalberti  | 10-12-1979    | Italië        |                         |
| Ralf Grabsch        | 07-04-1973    | Duitsland     |                         |
| Andrij Grivko       | 07-08-1983    | Oekraïne      |                         |
| Dennis Haueisen     | 13-09-1978    | Duitsland     |                         |
| Matej Jurčo         | 08-08-1984    | Slovenië      |                         |
| Christian Knees     | 05-03-1981    | Duitsland     |                         |
| Christian Kux       | 03-03-1985    | Duitsland     | Continental Team Milram |
| Brett Lancaster     | 15-11-1979    | Australië     |                         |
| Martin Müller       | 05-04-1974    | Duitsland     |                         |
| Alberto Ongarato    | 24-07-1975    | Italië        |                         |
| Alessandro Petacchi | 03-01-1974    | Italië        |                         |
| Enrico Poitschke    | 25-08-1969    | Duitsland     |                         |
| Elia Rigotto        | 04-03-1982    | Italië        |                         |
| Dominik Roels       | 21-01-1987    | Duitsland     | Akud-Rose Versand       |
| Fabio Sabatini      | 18-02-1985    | Italië        |                         |
| Björn Schröder      | 27-10-1980    | Duitsland     |                         |
| Sebastian Schwager  | 04-01-1984    | Duitsland     |                         |
| Niki Terpstra       | 18-05-1984    | Nederland     |                         |
| Martin Velits       | 21-02-1985    | Slovenië      | Team Wiesenhof          |
| Peter Velits        | 21-02-1985    | Slovenië      | Team Wiesenhof          |
| Marco Velo          | 09-03-1974    | Italië        |                         |
| Erik Zabel          | 07-07-1970    | Duitsland     |                         |

## Overwinningen
| - Ronde van Valencia 2e etappe: Erik Zabel - Ronde van Beieren Eindklassement: Christian Knees - Rothaus Regio-Tour Eindklassement: Björn Schröder | - Nationale kampioenschappen Oekraïne (tijdrit): Andrij Grivko Slovenië (wegwedstrijd): Matej Jurčo Slovenië (tijdrit): Matej Jurčo - Ronde van Duitsland Proloog: Brett Lancaster | - Schaal Sels Elia Rigotto - Firenze-Pistoia Andrij Grivko |